# ماير ولف
ماير ولف (بالإنجليزية: Meyer Wolfe)‏ هو نحات أمريكي، ولد في 1897، وتوفي في 1985.